# Luca Guastini
Luca Guastini (né le 9 mars 1982 à Livourne, en Toscane) est un acteur italien.

## Biographie
Luca Guastini est né 9 mars 1982 à Livourne, d'une mère femme au foyer et père employé de bureau. C'est le premier de deux enfants.
À l'âge de cinq ans et a commencé à étudier le piano avec l'espoir de devenir musicien, ni un adolescent qu'il a joué dans divers groupes locaux.
La récitation accidentellement entre dans sa vie. Après quelques spectacles comme artiste de rue, il va travailler avec des réalisateurs tels que Serge Denoncourt, Michelangelo Ricci, Gabriele Paoli.
Il fait ses débuts sur le grand écran avec Exit: una storia personale (2010), Massimiliano Amato, un rôle pour lequel elle a reçu le prix du meilleur acteur au Festival du cinéma italien d'Annecy,.
Il sera alors le protagoniste de le court-métrage Coincidenze (2010), basé sur le roman de Stefano Benni, réalisé par Gabriele Paoli.
En 2011, il joue dans D'acier, adaptation cinématographique du roman éponyme de l'auteure Silvia Avallone, réalisé par Stefano Mordini est présenté en 2012 à la Mostra de Venise.

## Filmographie

### Cinéma
- (2007) : Traditore de Michelangelo Ricci : Flic
- (2010) : Exit: una storia personale de Massimiliano Amato : Marco Serrano
- (2010) : Coincidenze de Gabriele Paoli : Homme
- (2012) : D'acier de Stefano Mordini : Cristiano
- (2014) : Freddy Hotel de Massimiliano Amato : Boy in the dream
- (2015) : L'ospite de Ugo Frosi : Cesare
- (2016) : L'universale de Federico Micali : Marco Calamassi
- (2016) : Distant Vision de Francis Ford Coppola : Pizzutti
- (2018) : Malerba de Simone Corallini : Gabriele
- (2018) : Verso un altrove de Massimiliano Amato : Tommaso
- (2022) : Ero in guerra ma non lo sapevo de Fabio Resinaro : Albertini

### Télévision
- (2018) : I delitti del barlume, série de Roan Johnson : Luigi Fanini
- (2020) : Leonardo, série de Daniel Percival (en) et Alexis Cahill : Tornabuoni

## Récompenses et nominations

### Festival du Cinéma Italien d'Annecy
- 2010 : prix d'interprétation masculine pour Exit: una storia personale